# Doppelschleichen
Die Doppelschleichen (Amphisbaenia), auch Ringelschleichen, Wurmschleichen oder Ringelechsen genannt, sind eine Gruppe hochspezialisierter, relativ kleinwüchsiger, äußerlich an Regenwürmer erinnernder Schuppenkriechtiere (Squamata). Ihr wissenschaftlicher Name ist abgeleitet von Amphisbaena (ἀμφίσβαινα, ‚die in zwei Richtungen gehende‘), einer mythischen Schlange mit einem Kopf an jedem Ende. Er bezieht sich darauf, dass bei den Tieren manchmal auf den ersten Blick nicht zu erkennen ist, an welchem Körperende sich der Kopf befindet. Auch der deutsche Trivialname „Doppelschleiche“ bringt dies zum Ausdruck.

## Vorkommen

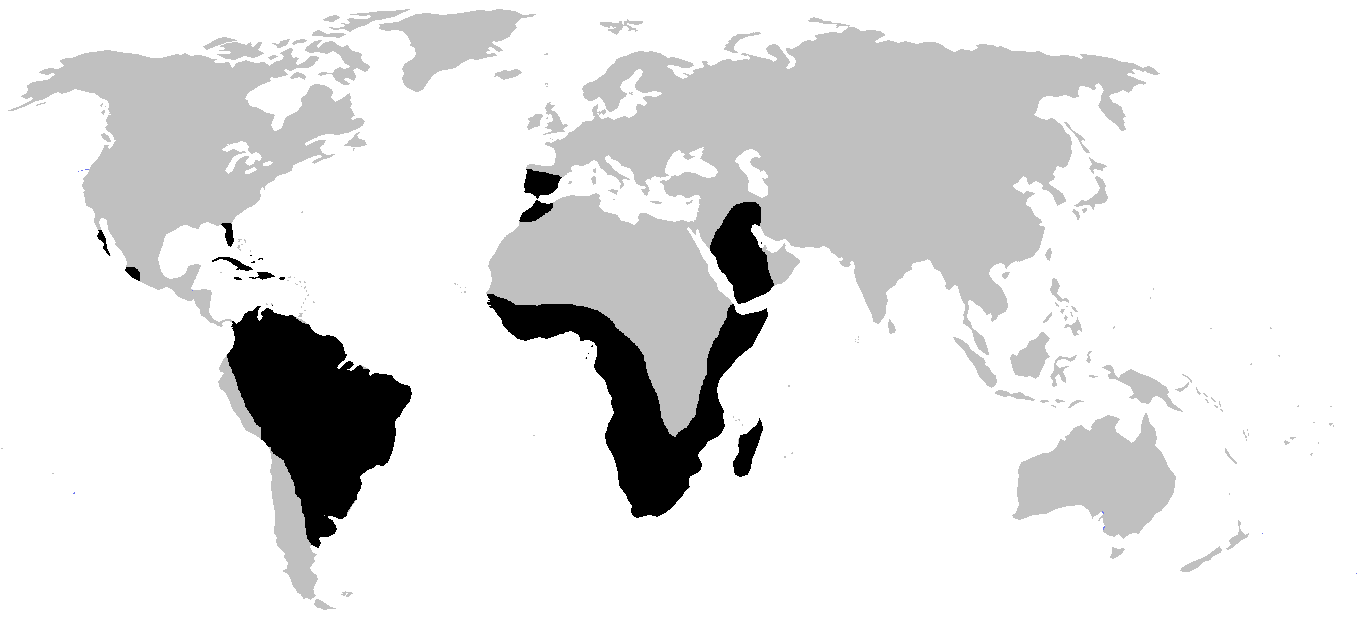
Verbreitungsgebiete

Die meisten der über 201 Arten (Stand 2021) leben in Afrika, Südamerika und auf den Inseln der Karibik, Florida und im Süden der Baja California. Die Gattung Blanus lebt im Mittelmeergebiet. Die 30 cm lange Maurische Netzwühle (Blanus cinereus) lebt auf der Iberischen Halbinsel. Die Türkische Netzwühle lebt auf Rhodos, Kos, Zypern, der westlichen Türkei, Libanon, Syrien und dem nördlichen Irak.
Da sie selten sind und eine grabende Lebensweise haben, ist außer ihrer Anatomie wenig bekannt.

## Aussehen und Anatomie

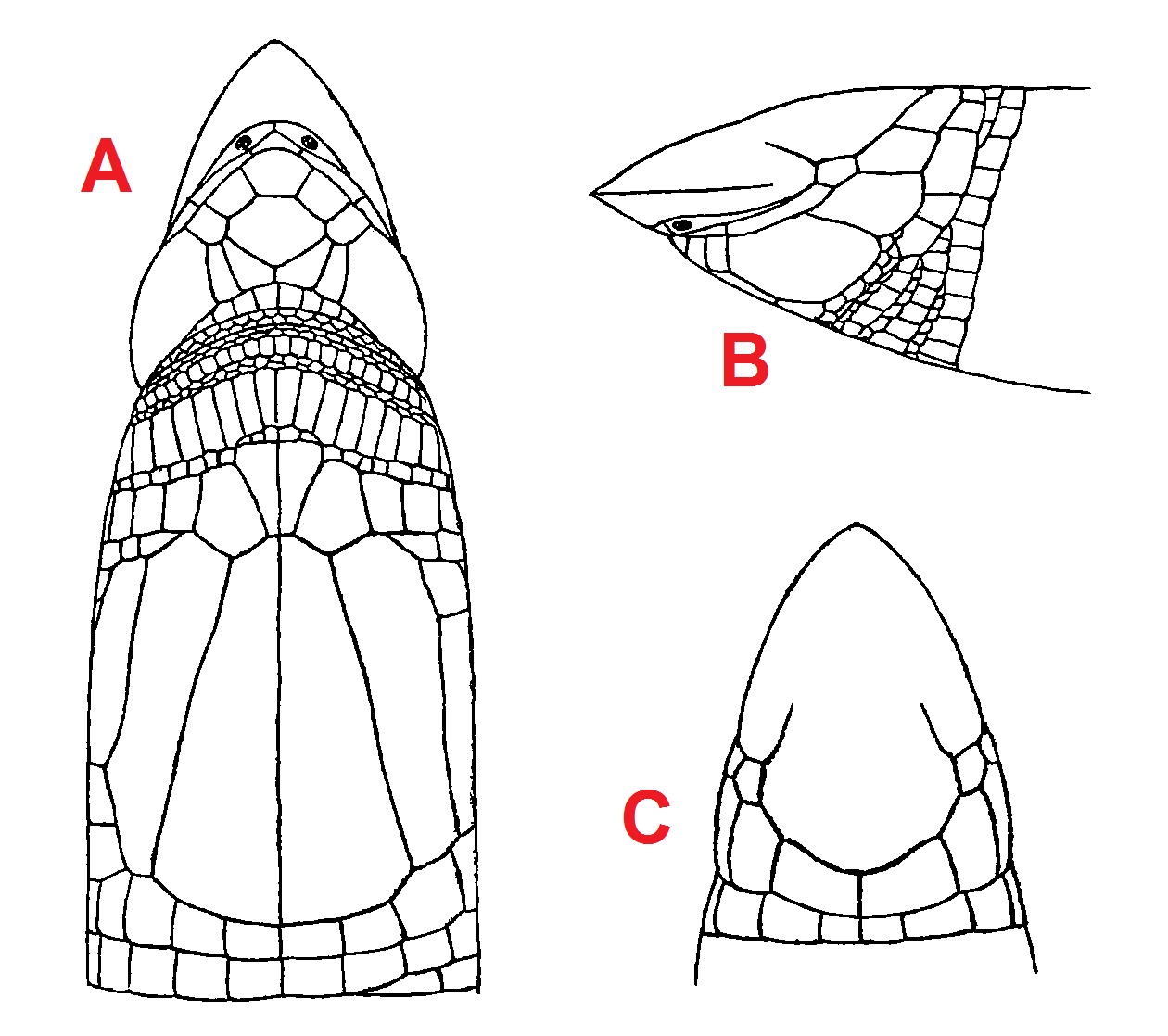
Dalophia pistillum, eine Vertreterin der Eigentlichen Doppelschleichen (Amphisbaenidae). A: Kopf und vorderer Rumpf von unten; B: Kopf in Seitenansicht; C: Kopf von oben. Diese Art gehört zu den Vertretern mit schaufel- oder spatenförmigem Kopf.

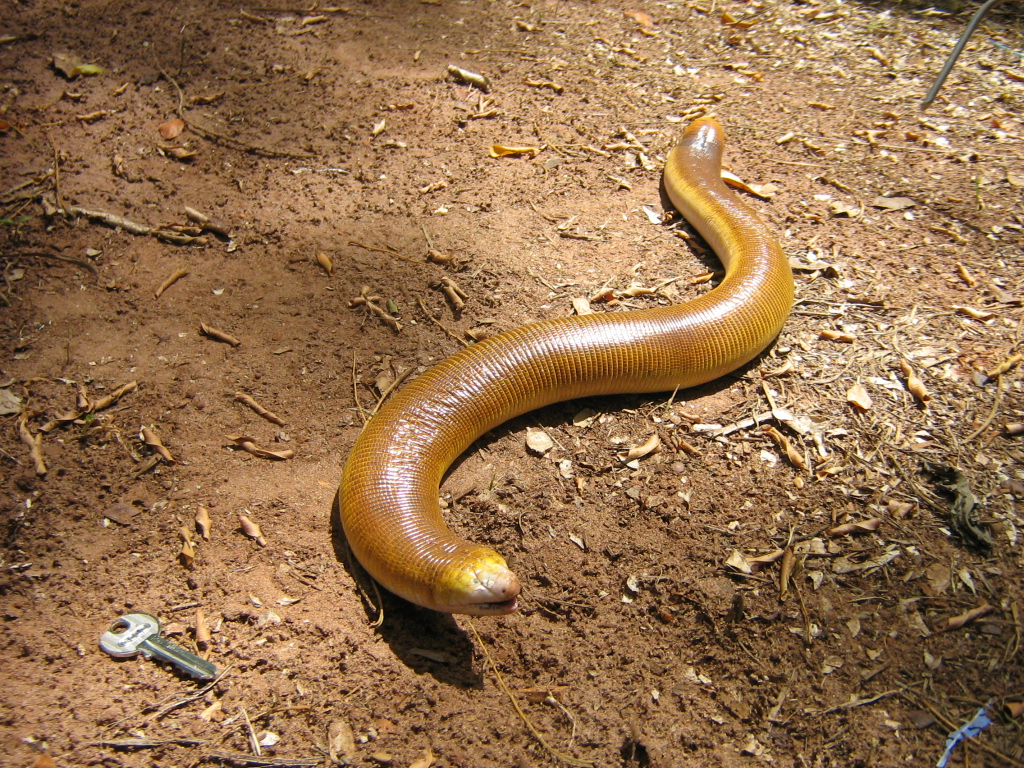
Rote Doppelschleiche (Amphisbaena alba)

Doppelschleichen sind die am weitesten an eine unterirdische Lebensweise angepassten Schuppenkriechtiere. Alle bis auf die Zweifuß-Doppelschleichen (Bipedidae) sind beinlos. Die Schuppen sind bis auf Reste am Kopf verschwunden. Die Tiere werden von einem derben, quer geringelten Hautsack umgeben, der zur Verwechslung mit Regenwürmern führen kann. Der gestreckte Körper ist drehrund, vorne und hinten gleich dick.
Es können vier verschiedene Kopfformen unterschieden werden: rundlich, schaufelförmig, dorsal gekielt sowie meißelförmig.  * Das Maul ist klein, der Unterkiefer kürzer. Die Tiere graben mit Hilfe ihres kräftigen Schädels, der im Erdreich ähnlich wie ein Bohrkopf eingesetzt wird. Hierbei scheint jede der eingangs aufgezählten Kopfformen mit einem bestimmten Grabstil verbunden zu sein. Die Nasenlöcher zeigen nach hinten, damit keine Erde hineinkommt. Auch der Schwanz ist kurz und stumpf, oder zugespitzt.
Doppelschleichen kriechen nicht nach Art der Schlangen oder Schleichen durch seitliches Winden des Körpers, sondern, in Anpassung an die Fortbewegung in engen Grabgängen, gestreckt. Dabei laufen wie bei Regenwürmern pulsartige Wellenbewegungen durch den Körper. So können sie zwar nur relativ langsam, dafür aber gleichermaßen vorwärts wie rückwärts kriechen.
Doppelschleichen atmen mit dem vergrößerten linken Lungenflügel (der rechte ist reduziert), im Gegensatz zu den Schlangen und fast allen schlangenähnlichen Echsen (Ausnahme: die Zwergtejugattung Bachia), bei denen stattdessen der linke Lungenflügel in Funktion und Größe reduziert ist. Sie werden meist 20 bis 30 Zentimeter groß. Die Rote Doppelschleiche (Amphisbaena alba) aus Südamerika und Monopeltis capensis aus Afrika werden 50 bis 70 Zentimeter lang.

## Fortpflanzung
Männliche Doppelschleichen haben wie alle Schuppenkriechtiere zwei Hemipenes als Begattungsorgan. Die meisten Arten legen Eier, oft in Termitenbauten, einige Arten sind auch lebendgebärend.

## Ernährung
Ringelschleichen fressen Würmer, Tausendfüßer, Insekten und deren Larven, viele tropische Arten ernähren sich hauptsächlich von Ameisen und Termiten. Auch die Maurische Netzwühle hat eine Vorliebe für Ameisen.

## Stammesgeschichte
Doppelschleichen sind ab dem Paläozän fossil nachgewiesen. Die Zugehörigkeit älterer Funde zu dieser Gruppe gilt nicht als gesichert. Sineoamphisbaena aus der Oberkreide des Gobi-Beckens, ursprünglich als frühe Doppelschleiche identifiziert, wird in jüngeren Arbeiten der rein fossilen Squamatenfamilie Polyglyphanodontidae zugewiesen. Untersuchungen mit der Methode der molekularen Uhr sprechen für einen Ursprung der Gruppe im Känozoikum, lange nach dem Auseinanderbrechen des Urkontinents Pangaea. Die ersten Doppelschleichen lebten in Nordamerika und sie haben sich wahrscheinlich dreimal über Ozeane, eventuell driftend auf Treibholz, auf andere Kontinente ausgebreitet, zuerst von Nordamerika nach Europa, dann von Nordamerika nach Afrika und zuletzt von Afrika nach Südamerika. Ein Großteil der Fossilfunde von Doppelschleichen stammt bislang von den Nordkontinenten (Nordamerika, Europa und Asien), einige wenige sind auch aus Afrika belegt. Von dort liegen neben einzelnen Resten aus dem Fayyum in Ägypten mehreren Skelettfragmente von Terastiodontosaurus aus der tunesischen Fossillagerstätte Chambi vor, die in das Eozän datiert. Die Form gehört mit geschätzten 78 cm Gesamtlänge zu den größten bekannten Vertretern der Doppelschleichen. Mit Blanus antiquus aus dem Mittelmiozän Süddeutschlands stellen sie auch eine mitteleuropäische Art. Heute erstreckt sich ihr Verbreitungsgebiet jedoch überwiegend auf die Südkontinente Afrika und Südamerika.

## Systematik

### Äußere Systematik
Die Doppelschleichen wurden aufgrund ihrer speziellen Anatomie und Lebensweise traditionell neben den Schlangen (Serpentes) und Echsen (Sauria, Lacertilia) als Unterordnung der Ordnung Squamata (Schuppenkriechtiere) geführt. Zum Ende des 20. Jahrhunderts, mit wachsendem Einfluss der Kladistik auf die zoologische Systematik, zeigte sich jedoch, dass eine solch tiefgreifende Untergliederung der Schuppenkriechtiere eigentlich nicht gerechtfertigt ist, weil sowohl Schlangen als auch Doppelschleichen Untergruppen der Echsen sind und die Echsen selbst keine in sich geschlossene, natürliche Gruppe bilden (Paraphylum). Trotz ihrer Ähnlichkeit mit Schlangen sind die Doppelschleichen mit diesen nicht näher verwandt.
Welche Position genau die Doppelschleichen innerhalb der Schuppenkriechtiere einnehmen, war noch bis Ende des 20. Jahrhunderts nicht genau geklärt. Teilweise galt eine Stellung innerhalb der Skinkartigen (Scincomorpha), d. h. eine engere Verwandtschaft mit Skinken (Scincidae), Echten Eidechsen (Lacertidae), Gürtelschweifen (Cordylidae) und Schienenechsen (Teiidae), als wahrscheinlich.
Nach jüngsten molekularbiologischen Untersuchungen sind die Doppelschleichen die Schwestergruppe der Echten Eidechsen und bilden mit ihnen ein Lacertibaenia genanntes Taxon. Die These wird durch den Fund von Cryptolacerta gestützt, einer kleinen Echse aus der Grube Messel, deren Skelettanatomie sich durch eine Mischung aus Eidechsen- und Doppelschleichenmerkmalen auszeichnet.
Eine sehr umfassende molekulargenetische Untersuchung der Verwandtschaftsbeziehungen der Schuppenkriechtiere (jeweils 44 Zellkerngene von 161 Squamaten- und 10 Außengruppentaxa), deren Ergebnisse Ende 2012 publiziert wurden, bestätigte zwar das enge verwandtschaftliche Verhältnis von Echten Eidechsen und Doppelschleichen, lieferte gleichzeitig aber auch Hinweise auf eine mögliche Paraphylie der Doppelschleichen: Im Kladogramm der Maximum-Likelihood-Analyse stand Rhineura floridana (Rhineuridae) außerhalb einer gemeinsamen Klade aus Eidechsen und den übrigen Vertretern der Doppelschleichen. Die Bayes’sche-Analyse ergab hingegen monophyletische Doppelschleichen mit den Eidechsen als Schwestergruppe (siehe folgendes Kladogramm).
|  | Schlangenschleichen (Dibamidae) |
|  |                                 |
|  | Geckoartige (Gekkota)           |
|  |                                 |

|  | Zwergtejus (Gymnophthalmidae) |
|  |                               |
|  | Tejus (Teiidae)               |
|  |                               |

|  | Echte Eidechsen (Lacertidae)    |
|  |                                 |
|  | Doppelschleichen (Amphisbaenia) |
|  |                                 |

|  | Zwergtejus (Gymnophthalmidae) |
|  |                               |
|  | Tejus (Teiidae)               |
|  |                               |

|  | Echte Eidechsen (Lacertidae)    |
|  |                                 |
|  | Doppelschleichen (Amphisbaenia) |
|  |                                 |

|  | Schlangen (Serpentes)                                                                     |
|  |                                                                                           |
|  | \| \| Schleichenartige (Anguimorpha) \| \| \| \| \| \| Leguanartige (Iguania) \| \| \| \| |
|  |                                                                                           |
|  | Schleichenartige (Anguimorpha)                                                            |
|  |                                                                                           |
|  | Leguanartige (Iguania)                                                                    |
|  |                                                                                           |

|  | Schleichenartige (Anguimorpha) |
|  |                                |
|  | Leguanartige (Iguania)         |
|  |                                |

|  | Zwergtejus (Gymnophthalmidae) |
|  |                               |
|  | Tejus (Teiidae)               |
|  |                               |

|  | Echte Eidechsen (Lacertidae)    |
|  |                                 |
|  | Doppelschleichen (Amphisbaenia) |
|  |                                 |

|  | Zwergtejus (Gymnophthalmidae) |
|  |                               |
|  | Tejus (Teiidae)               |
|  |                               |

|  | Echte Eidechsen (Lacertidae)    |
|  |                                 |
|  | Doppelschleichen (Amphisbaenia) |
|  |                                 |

|  | Schlangen (Serpentes)                                                                     |
|  |                                                                                           |
|  | \| \| Schleichenartige (Anguimorpha) \| \| \| \| \| \| Leguanartige (Iguania) \| \| \| \| |
|  |                                                                                           |
|  | Schleichenartige (Anguimorpha)                                                            |
|  |                                                                                           |
|  | Leguanartige (Iguania)                                                                    |
|  |                                                                                           |

|  | Schleichenartige (Anguimorpha) |
|  |                                |
|  | Leguanartige (Iguania)         |
|  |                                |

|  | Zwergtejus (Gymnophthalmidae) |
|  |                               |
|  | Tejus (Teiidae)               |
|  |                               |

|  | Echte Eidechsen (Lacertidae)    |
|  |                                 |
|  | Doppelschleichen (Amphisbaenia) |
|  |                                 |

|  | Zwergtejus (Gymnophthalmidae) |
|  |                               |
|  | Tejus (Teiidae)               |
|  |                               |

|  | Echte Eidechsen (Lacertidae)    |
|  |                                 |
|  | Doppelschleichen (Amphisbaenia) |
|  |                                 |

|  | Schlangen (Serpentes)                                                                     |
|  |                                                                                           |
|  | \| \| Schleichenartige (Anguimorpha) \| \| \| \| \| \| Leguanartige (Iguania) \| \| \| \| |
|  |                                                                                           |
|  | Schleichenartige (Anguimorpha)                                                            |
|  |                                                                                           |
|  | Leguanartige (Iguania)                                                                    |
|  |                                                                                           |

|  | Schleichenartige (Anguimorpha) |
|  |                                |
|  | Leguanartige (Iguania)         |
|  |                                |

|  | Zwergtejus (Gymnophthalmidae) |
|  |                               |
|  | Tejus (Teiidae)               |
|  |                               |

|  | Echte Eidechsen (Lacertidae)    |
|  |                                 |
|  | Doppelschleichen (Amphisbaenia) |
|  |                                 |

|  | Zwergtejus (Gymnophthalmidae) |
|  |                               |
|  | Tejus (Teiidae)               |
|  |                               |

|  | Echte Eidechsen (Lacertidae)    |
|  |                                 |
|  | Doppelschleichen (Amphisbaenia) |
|  |                                 |

|  | Schlangen (Serpentes)                                                                     |
|  |                                                                                           |
|  | \| \| Schleichenartige (Anguimorpha) \| \| \| \| \| \| Leguanartige (Iguania) \| \| \| \| |
|  |                                                                                           |
|  | Schleichenartige (Anguimorpha)                                                            |
|  |                                                                                           |
|  | Leguanartige (Iguania)                                                                    |
|  |                                                                                           |

|  | Schleichenartige (Anguimorpha) |
|  |                                |
|  | Leguanartige (Iguania)         |
|  |                                |

|  | Schlangenschleichen (Dibamidae) |
|  |                                 |
|  | Geckoartige (Gekkota)           |
|  |                                 |

|  | Zwergtejus (Gymnophthalmidae) |
|  |                               |
|  | Tejus (Teiidae)               |
|  |                               |

|  | Echte Eidechsen (Lacertidae)    |
|  |                                 |
|  | Doppelschleichen (Amphisbaenia) |
|  |                                 |

|  | Zwergtejus (Gymnophthalmidae) |
|  |                               |
|  | Tejus (Teiidae)               |
|  |                               |

|  | Echte Eidechsen (Lacertidae)    |
|  |                                 |
|  | Doppelschleichen (Amphisbaenia) |
|  |                                 |

|  | Schlangen (Serpentes)                                                                     |
|  |                                                                                           |
|  | \| \| Schleichenartige (Anguimorpha) \| \| \| \| \| \| Leguanartige (Iguania) \| \| \| \| |
|  |                                                                                           |
|  | Schleichenartige (Anguimorpha)                                                            |
|  |                                                                                           |
|  | Leguanartige (Iguania)                                                                    |
|  |                                                                                           |

|  | Schleichenartige (Anguimorpha) |
|  |                                |
|  | Leguanartige (Iguania)         |
|  |                                |

|  | Zwergtejus (Gymnophthalmidae) |
|  |                               |
|  | Tejus (Teiidae)               |
|  |                               |

|  | Echte Eidechsen (Lacertidae)    |
|  |                                 |
|  | Doppelschleichen (Amphisbaenia) |
|  |                                 |

|  | Zwergtejus (Gymnophthalmidae) |
|  |                               |
|  | Tejus (Teiidae)               |
|  |                               |

|  | Echte Eidechsen (Lacertidae)    |
|  |                                 |
|  | Doppelschleichen (Amphisbaenia) |
|  |                                 |

|  | Schlangen (Serpentes)                                                                     |
|  |                                                                                           |
|  | \| \| Schleichenartige (Anguimorpha) \| \| \| \| \| \| Leguanartige (Iguania) \| \| \| \| |
|  |                                                                                           |
|  | Schleichenartige (Anguimorpha)                                                            |
|  |                                                                                           |
|  | Leguanartige (Iguania)                                                                    |
|  |                                                                                           |

|  | Schleichenartige (Anguimorpha) |
|  |                                |
|  | Leguanartige (Iguania)         |
|  |                                |

|  | Zwergtejus (Gymnophthalmidae) |
|  |                               |
|  | Tejus (Teiidae)               |
|  |                               |

|  | Echte Eidechsen (Lacertidae)    |
|  |                                 |
|  | Doppelschleichen (Amphisbaenia) |
|  |                                 |

|  | Zwergtejus (Gymnophthalmidae) |
|  |                               |
|  | Tejus (Teiidae)               |
|  |                               |

|  | Echte Eidechsen (Lacertidae)    |
|  |                                 |
|  | Doppelschleichen (Amphisbaenia) |
|  |                                 |

|  | Schlangen (Serpentes)                                                                     |
|  |                                                                                           |
|  | \| \| Schleichenartige (Anguimorpha) \| \| \| \| \| \| Leguanartige (Iguania) \| \| \| \| |
|  |                                                                                           |
|  | Schleichenartige (Anguimorpha)                                                            |
|  |                                                                                           |
|  | Leguanartige (Iguania)                                                                    |
|  |                                                                                           |

|  | Schleichenartige (Anguimorpha) |
|  |                                |
|  | Leguanartige (Iguania)         |
|  |                                |

|  | Zwergtejus (Gymnophthalmidae) |
|  |                               |
|  | Tejus (Teiidae)               |
|  |                               |

|  | Echte Eidechsen (Lacertidae)    |
|  |                                 |
|  | Doppelschleichen (Amphisbaenia) |
|  |                                 |

|  | Zwergtejus (Gymnophthalmidae) |
|  |                               |
|  | Tejus (Teiidae)               |
|  |                               |

|  | Echte Eidechsen (Lacertidae)    |
|  |                                 |
|  | Doppelschleichen (Amphisbaenia) |
|  |                                 |

|  | Schlangen (Serpentes)                                                                     |
|  |                                                                                           |
|  | \| \| Schleichenartige (Anguimorpha) \| \| \| \| \| \| Leguanartige (Iguania) \| \| \| \| |
|  |                                                                                           |
|  | Schleichenartige (Anguimorpha)                                                            |
|  |                                                                                           |
|  | Leguanartige (Iguania)                                                                    |
|  |                                                                                           |

|  | Schleichenartige (Anguimorpha) |
|  |                                |
|  | Leguanartige (Iguania)         |
|  |                                |

### Innere Systematik
Die Doppelschleichen werden aktuell (Stand 2014) in sechs Familien unterteilt:
- Florida-Doppelschleichen (Rhineuridae). Nur eine Art, die Florida-Doppelschleiche (Rhineura floridana) lebt im nördlichen Florida bis zum Okeechobeesee im Everglades-Nationalpark. Systematisch steht sie allen anderen Doppelschleichen als Schwestergruppe gegenüber.
- Eigentliche Doppelschleichen (Amphisbaenidae). 11 bis 16 Gattungen, Verbreitung in Afrika, Südamerika und den Karibischen Inseln.
- Spitzzahn-Doppelschleichen (Trogonophidae). Vier Gattungen (Agamodon, Diplometopon, Pachycalamus, Trogonophis) mit insgesamt sechs Arten in Afrika und dem Nahen Osten.
- Zweifuß-Doppelschleichen (Bipedidae). Die einzige Gattung, die Handwühlen (Bipes) mit drei Arten, haben kleine zu Grabwerkzeugen umgestaltete Vordergliedmaßen. Sie leben im westlichen Mexiko.
- Cadeidae. Eine in Kuba vorkommende Gattung (Cadea) mit zwei Arten (Cadea blanoides und Cadea palirostrata).
- Blanidae. Eine in der Mittelmeerregion vorkommende Gattung (Blanus) mit sieben Arten, darunter die Maurische Netzwühle (Blanus cinereus).

Die Familien Blanidae und Cadeidae sind erst 2004 bzw. 2008 aufgestellt worden.
Das folgende Kladogramm verdeutlicht die Verwandtschaftsverhältnisse innerhalb der Doppelschleichen:
|  | Eigentliche Doppelschleichen (Amphisbaenidae) |
|  |                                               |
|  | Spitzzahn-Doppelschleichen (Trogonophidae)    |
|  |                                               |

|  | Zweifuß-Doppelschleichen (Bipedidae)                  |
|  |                                                       |
|  | \| \| Cadeidae \| \| \| \| \| \| Blanidae \| \| \| \| |
|  |                                                       |
|  | Cadeidae                                              |
|  |                                                       |
|  | Blanidae                                              |
|  |                                                       |

|  | Cadeidae |
|  |          |
|  | Blanidae |
|  |          |

|  | Eigentliche Doppelschleichen (Amphisbaenidae) |
|  |                                               |
|  | Spitzzahn-Doppelschleichen (Trogonophidae)    |
|  |                                               |

|  | Zweifuß-Doppelschleichen (Bipedidae)                  |
|  |                                                       |
|  | \| \| Cadeidae \| \| \| \| \| \| Blanidae \| \| \| \| |
|  |                                                       |
|  | Cadeidae                                              |
|  |                                                       |
|  | Blanidae                                              |
|  |                                                       |

|  | Cadeidae |
|  |          |
|  | Blanidae |
|  |          |

|  | Eigentliche Doppelschleichen (Amphisbaenidae) |
|  |                                               |
|  | Spitzzahn-Doppelschleichen (Trogonophidae)    |
|  |                                               |

|  | Zweifuß-Doppelschleichen (Bipedidae)                  |
|  |                                                       |
|  | \| \| Cadeidae \| \| \| \| \| \| Blanidae \| \| \| \| |
|  |                                                       |
|  | Cadeidae                                              |
|  |                                                       |
|  | Blanidae                                              |
|  |                                                       |

|  | Cadeidae |
|  |          |
|  | Blanidae |
|  |          |

|  | Eigentliche Doppelschleichen (Amphisbaenidae) |
|  |                                               |
|  | Spitzzahn-Doppelschleichen (Trogonophidae)    |
|  |                                               |

|  | Zweifuß-Doppelschleichen (Bipedidae)                  |
|  |                                                       |
|  | \| \| Cadeidae \| \| \| \| \| \| Blanidae \| \| \| \| |
|  |                                                       |
|  | Cadeidae                                              |
|  |                                                       |
|  | Blanidae                                              |
|  |                                                       |

|  | Cadeidae |
|  |          |
|  | Blanidae |
|  |          |

Nach dieser Hypothese haben die Florida-Doppelschleichen als komplett beinlose Formen mit Grabkopf die basalste Stellung im Kladogramm und die Bipedidae, die über Vorderbeine und einen nicht sonderlich stark zum Graben umgebildeten Schädel verfügen, gehören zu den stärker abgeleiteten Taxa. Dies impliziert, dass bei Korrektheit der Hypothese die Entwicklung des Kopfgrabens und die Reduktion der Vordergliedmaßen mindestens dreimal unabhängig voneinander innerhalb der Doppelschleichen stattgefunden haben muss: bei den Florida-Doppelschleichen, den Eigentlichen und Spitzzahn-Doppelschleichen sowie bei den Cadeiden und Blaniden.